# جثة العروس (فلم)
جثة العروس (بالإنجليزية: Corpse Bride) هو فيلم كوميدي تم إنتاجه في المملكة المتحدة والولايات المتحدة سنة 2005. الفيلم من إخراج تيم برتون، وهو من بطولة جوني ديب وهيلينا بونهام كارتر وكرستوفر لي وداني إلفمان. تدور أحداث الفيلم في قرية خيالية تحمل طابع العصر الفيكتوري في أوروبا. تم ترشيح الفيلم لجائزة الأوسكار لأفضل فيلم رسوم متحركة في المهرجان 78 ولكن الجائزة ذهبت لفيلم والاس وجروميت: لعنة الأرنب المستذئب.

## طاقم التمثيل والشخصيات
- جوني ديب في دور فيكتور فان دورت.
- هيلينا بونهام كارتر في دور إيميلي العروس الجثة.
- إميلي واتسون في دور فيكتوريا.
- تريسي أولمان
- بول وايتهاوس
- جوانا لوملي
- ألبرت فيني
- ريتشارد جرانت
- كرستوفر لي
- جين هوروكس
- آن رياتيل
- ديب روي
  - داني إلفمان

## القصة
في ليلة زفافه يفسد الشاب الخجول فيكتور (جوني ديب) زواجه من فيكتوريا (إميلي واتسون) التي رشحها له والديه، ويترك الحفل هاربا إلى الغابات ليتدرب على لحظة إلقاء الوعود التي يخشاها.وفي الغابة يضع فيكتور خاتم الزواج بفرع شجرة، وما أن ينتهى من تجربته يكتشف أنه وضع الخاتم في اصبع هيكل عظمي لعروس إسمها إيميلي (هيلينا بونهام كارتر), قد قتلت يوم زفافها منذ سنوات مضت. وتختطفه بدورها إلى العالم السفلي معتبرة بذلك أنهما صارا زوجين.يشعر فيكتور بالرعب من وجوده في عالم الاموات، لكنه يشعر بحبه لخطيبته فيكتوريا التي لم يراها إلا لمرة واحدة، فيبدأ في البحث عن طريقة تعيده إلى الحياة الطبيعية ليستعيد حبيبته مهما كلفه ذلك من تضحيات.

## الإصدار

### الميزانية والإيرادات
بلغت تكلفة إنتاج الفيلم حوالي 40 مليون دولار بينما حقق أرباحا تقدر بـ 117,195,061 دولار.

### ردود النقاد
أستقبل بمراجعات إيجابية من معظم النقاد، حيث جائت نسبة 83% من المراجعات إيجابية على موقع الطماطم الفاسدة بنائاً على 187 مراجعة نقدية، مع متوسط تقييم 10/7.2.

### الجوائز والترشيحات[4]
| الجائزة                                                                               | المرشح                    | النتيجة       |
| ------------------------------------------------------------------------------------- | ------------------------- | ------------- |
| جائزة الأوسكار لأفضل فيلم رسوم متحركة                                                 | جثة العروس                | رُشِّح           |
| جائزة زحل لأفضل فيلم رسوم متحركة                                                      | جثة العروس                | فوز           |
| جائزة أب أيوركس للإنجاز التقني                                                        | جثة العروس                | فوز           |
| (جائزة آني) لأفضل فيلم رسوم متحركة                                                    | جثة العروس                | رُشِّح           |
| (جائزة آني) لأفضل تصميم شخصيات رسوم متحركة                                            | Carlos Grangel            | رُشِّح           |
| (جائزة آني) لأفضل إخراج لفيلم رسوم متحركة                                             | تيم برتون و مايك جوهانسون | رُشِّح           |
| جائزة جمعية نقاد السينما الأرجنتينية لأفضل فيلم أجنبي (غير ناطق بالإسبانية)           | جثة العروس                | رُشِّح           |
| جوائز الرسوم المتحركة البريطاني لأفضل فيلم                                            | جثة العروس                | فوز           |
| جائزة جمعية نقاد البث السينمائي لأفضل فيلم رسوم متحركة                                | جثة العروس                | رُشِّح           |
| جائزة منشار فانجوريا                                                                  | جثة العروس                | رُشِّح           |
| جائزة النقابة الوطنية الإيطالية للصحفيين السينما لأفضل مخرج فيلم أجنبي                | جثة العروس                | رُشِّح           |
| جائزة اختيار الأطفال نكلوديون للصوت المفضل من فيلم رسوم متحركة                        | جوني ديب                  | رُشِّح           |
| جائزة محرري الأصوات السينمائية لأفضل مونتاج صوتي في فيلم روائي طويل - الرسوم المتحركة | طاقم الصوت                | رُشِّح           |
| جائزة المجلس الوطني للمراجعة لأفضل فيلم رسوم متحركة                                   | جثة العروس                | فوز           |
| جائزة دائرة نيويورك لنقاد السينما لأفضل فيلم رسوم متحركة                              | جثة العروس                | المركز الثالث |
| جوائز جمعية نقاد السينما على الانترنت لأفضل فيلم رسوم متحركة                          | جثة العروس                | رُشِّح           |
| جائزة نقابة منتجي أمريكا                                                              | جثة العروس                | رُشِّح           |
| جائزة ستالايت لأفضل إضافات دي في دي                                                   | جثة العروس                | رُشِّح           |
| جائزة ستالايت لتميز الموسيقى التصويرية                                                | جثة العروس                | رُشِّح           |

## وصلات خارجية
- الموقع الرسمي
- مقالات تستعمل روابط فنية بلا صلة مع ويكي بيانات